# Doncaster Rovers Belles Ladies Football Club
Il Doncaster Rovers Belles Ladies Football Club, in precedenza Doncaster Belles Ladies Football Club è una squadra di calcio femminile inglese con sede a Doncaster, South Yorkshire, affiliata al Doncaster Rovers Football Club maschile. Gioca le partite casalinghe al Keepmoat Stadium, impianto che condivide con il Doncaster Rovers F.C.
Fondata nel 1969 dai venditori di biglietti della lotteria a Belle Vue, sede del Doncaster Rovers F.C., è uno dei club più famosi e di successo del calcio femminile inglese, essendo uno dei soli tre team non londinesi ad aver vinto la FA Women's Premier League National Division, nel 1992 e nel 1994, e per sei volte FA Women's Cup, raggiungendo la finale in altre sette occasioni. 
Dalla stagione 2018-2019 è iscritta alla FA Women's Championship, nuova denominazione del secondo livello del campionato inglese femminile di calcio.

## Palmarès

### Competizioni nazionali
- FA Women's Premier League National Division: 2

1991-1992, 1993-1994
- Campionato inglese di seconda divisione: 1

2017-2018
- FA Women's Cup: 6

1983, 1987, 1988, 1990, 1992, 1994

### Altri piazzamenti
- FA Women's Championship:

Secondo posto: 2014, 2015, 2017
- FA Women's Cup:

Finalista: 1984, 1985, 1986, 1991, 1993, 2000, 2002

## Organico

### Rosa 2018-2019
Rosa, ruoli e numeri di maglia estratti dal sito societario, aggiornati all'8 luglio 2018.
| N. |                        | Ruolo | Calciatrice      |
| -- | ---------------------- | ----- | ---------------- |
| 1  | Galles (bandiera)      | P     | Nicky Davies     |
| 2  | Inghilterra (bandiera) | D     | Mayumi Pacheco   |
| 5  | Galles (bandiera)      | D     | Rhiannon Roberts |
| 8  | Inghilterra (bandiera) | C     | Sophie Walton    |
| 9  | Inghilterra (bandiera) | A     | Monique Watson   |
| 10 | Inghilterra (bandiera) | C     | Jade Pennock     |

| N. |                             | Ruolo | Calciatrice       |
| -- | --------------------------- | ----- | ----------------- |
| 12 | Inghilterra (bandiera)      | A     | Rebecca Rayner    |
| 15 | Irlanda del Nord (bandiera) | D     | Rachel Newborough |
| 17 | Inghilterra (bandiera)      | C     | Emily Simpkins    |
| 18 | Inghilterra (bandiera)      | C     | Sophie Barker     |
| 20 | Inghilterra (bandiera)      | D     | Sophie Bradley    |